# Lagenida
Ordre
Les Lagenida sont un ordre de foraminifères de la classe des Nodosariata.

## Liste des sous-taxons
Selon WoRMS (site visité le 2 mai 2022), l'ordre compte les sous-taxons suivants:
- super-famille des †Colanielloidea Fursenko, 1959
- super-famille des †Geinitzinoidea Bozorgnia, 1973
- super-famille des †Robuloidoidea Reiss, 1963